# Alexandria Montgomery
Alexandria Montgomery, née le 12 novembre 1988 à Tacoma (État de Washington), est une joueuse américaine de basket-ball, évoluant au poste d'arrière-ailière.

## Biographie
Draftée en dixième choix par le Liberty de New York à sa sortie de Georgia Tech, elle fait ses débuts en Europe à Tarbes pour remplacer Lauren Neaves blessée. À la fin de la saison, elle retourne pour sa seconde saison WNBA toujours au Liberty.
Après quelques mois à Tarbes en 2012, elle signe en octobre avec le club brésilien de Sport Club do Recife. Après une saison réussie au Brésil (12,1 points et 7,4 rebonds par rencontre) où elle décroche le titre de champion, elle décide en avril 2013 de retrouver le club français de Tarbes pour la saison suivante. Elle signe durant l'été 2014 pour rejoindre le club brésilien de Sao Jose/Colinas Shopping à l'issue de la saison WNBA 2014, toujours avec le Liberty.

## Club
- ?-? :  Lincoln High School
- 2007-2011 :  Yellow Jackets de Georgia Tech
- 2011-2012 :  Tarbes Gespe Bigorre
- 2012-2013 :  Sport Club do Recife
- 2013-2014 :  Tarbes Gespe Bigorre
- 2014-2015:  Sao Jose/Colinas Shopping

Parcours en WNBA :
- 2011-2015 :  Liberty de New York
- 2015-2016 :  Stars de San Antonio
- 2018- :  Sky de Chicago

## Palmarès
- Championne du Brésil de Sport Club do Recife